# Derek Mandell
Derek Mandell (Tamuning, 18 settembre 1986) è un mezzofondista guamano.

## Biografia
Attivo dal 2003 nei circuiti internazionali, nel 2008 fa il debutto ufficiale nei seniores con il debutto ai campionati oceaniani e la partecipazione ai Giochi olimpici di Pechino 2008 negli 800 metri piani. Oltre a partecipare ai campionati regionali e continentali, Mandell ha preso parte ai Mondiali di Taegu 2011 e all'edizione londinese dei Giochi olimpici 2012. Ha vinto otto medaglie, di cui sette d'oro, ai Giochi micronesiani tra il 2006 e il 2010.

## Palmarès
| Anno | Manifestazione               | Sede       | Evento         | Risultato | Prestazione | Note                          |
| ---- | ---------------------------- | ---------- | -------------- | --------- | ----------- | ----------------------------- |
| 2003 | Mondiali allievi             | Sherbrooke | 1500 m piani   | Batteria  | 4'27"58     |                               |
| 2004 | Mondiali juniores            | Grosseto   | 1500 m piani   | Batteria  | 4'27"27     |                               |
| 2005 | Mini-Giochi del Sud Pacifico | Koror      | 5000 m piani   | Bronzo    | 17'12"43    |                               |
| 2006 | Campionati oceaniani         | Apia       | 1500 m piani   | Bronzo    | 4'06"35     |                               |
| 2006 | Campionati oceaniani         | Apia       | 5000 m piani   | Argento   | 16'18"83    |                               |
| 2006 | Campionati oceaniani         | Apia       | 6 km campestre | Bronzo    | 27'12"      |                               |
| 2008 | Campionati oceaniani         | Saipan     | 1500 m piani   | Bronzo    | 4'05"79     |                               |
| 2008 | Giochi olimpici              | Pechino    | 800 m piani    | Batteria  | 1'57"48     |                               |
| 2009 | Giochi dell'Asia orientale   | Hong Kong  | 800 m piani    | 6º        | 1'58"63     |                               |
| 2010 | Campionati oceaniani         | Cairns     | 1500 m piani   | 6º        | 4'03"62     |                               |
| 2011 | Campionati oceaniani         | Apia       | 1500 m piani   | Oro       | 4'04"59     |                               |
| 2011 | Mondiali                     | Taegu      | 800 m piani    | Batteria  | 1'57"11     | Miglior prestazione personale |
| 2011 | Giochi del Pacifico          | Numea      | 800 m piani    | 4º        | 1'56"76     |                               |
| 2011 | Giochi del Pacifico          | Numea      | 1500 m piani   | Argento   | 4'02"95     |                               |
| 2012 | Campionati oceaniani         | Cairns     | 800 m piani    | Bronzo    | 1'56"51     |                               |
| 2012 | Campionati oceaniani         | Cairns     | 1500 m piani   | Bronzo    | 4'02"81     |                               |
| 2012 | Giochi olimpici              | Londra     | 800 m piani    | Batteria  | 1'58"94     |                               |
| 2019 | Giochi del Pacifico          | Apia       | 1500 m piani   | 4º        | 4'07"13     |                               |
| 2019 | Giochi del Pacifico          | Apia       | 5000 m piani   | 4º        | 16'26"26    |                               |